# 압둘 라시드 도스툼
압둘 라시드 도스툼(Abdul Rashid Dostum 또는 Abdurrashid Dostum, 다리어 및 파슈토어: عبدالرشید دوستم, 우즈베크어: Abdul Rashid Do‘stum, 1954년~) 장군은 아프가니스탄 국방차관을 지낸 적이 있는 우즈베크인 군벌이자, 아프가니스탄 민족 이슬람 운동(National Islamic Movement Afghanistan)의 지도자이다.

## 생애
그는 1970년대 가스전의 공산 노조 지도자로 출발해, 우즈벡 민병대를 조직하여 민병대 사령관으로 변모하였다. 소련의 아프간 침공 이후 1980년대 미국이 후원하는 무자헤딘에 맞서 공산 정부인 아프가니스탄 민주 공화국을 방어하고 아프가니스탄의 공산 개혁을 지원했다.
1980년대 중반 그는 지역 사령관에 불과했으나 2만 명의 강력한 민병대를 이끌고 아프가니스탄 북부 주들을 통제했다. 1992년 4월 18일, 공산 정권의 최후가 임박하자 도스툼은 아메드 샤 마수드와 손잡고 모하마드 나지불라 정부에 대해 반란을 일으켰다. 둘은 힘을 합쳐 수도 카불을 점령했고, 도스툼은 일시적으로 부르하누딘 랍바니가 이끄는 무자헤딘 정권에 참여하기도 했다.
1994년 도스툼은 다시 진영을 바꾸어 굴부딘 헤크마티아르와 동맹을 맺고 다시 한번 카불을 포위했는데 이번에는 부르하누딘 랍바니와 마수드의 무자헤딘 정부가 상대였다. 그러는 사이 1996년 탈레반이 일어나 헤라트와 카불을 장악하자, 도스툼은 랍바니와 다시 손을 잡았다.
모하마드 파힘, 이스마일 칸과 도스툼은 북부동맹을 구성하는 3대 파벌 지도자 중 하나였으나 탈레반에 잡혀 죽을 위험에 처하게 되자 도스툼은 이란으로 도피해 망명에 나섰다.
2001년, 그는 망명으로부터 돌아와 탈레반을 권력으로부터 끌어내리기 위한 미국 주도의 공세에 참여했다. 그 이래 그는 이 나라의 북부를 그의 영지로 다스리며 명목상 카불 중앙 정부의 국방차관으로 이름을 걸어놓긴 했지만 거의 완전히 중앙정부와는 독립적으로 통치했다.
2002년 11월, UN은 도스툼에 대한 인권유린 혐의를 조사하기 시작했다. 증인들은 도스툼이 전범재판에서 증언하지 못하도록 증인들을 고문하고 투옥했다고 주장했다. 도스툼은 또한 Dasht-i-Leili 학살사건의 혐의를 받았다.
2003년 3월, 그는 임시대통령 하미드 카르자이에 맞서 아프가니스탄 북부지대를 세웠다. 2003년 5월 20일, 도스툼은 더 이상 북부지역에 대한 카르자이의 특사로서 활동하지 않는다는 합의서에 서명했다. 하지만 도스툼에게 충성하는 부대는 타지크 군벌 아타 무함마드에게 충성하는 부대와 충돌을 계속하고 있다.
혹자는 도스툼이 자신이 통치하는 지역 내에서, 그는 음악, 스포츠, 음주, 다른 종교와 마찬가지로 여성들이 자유롭게 살고 일하는 것을 권장한다고 말한다. 그러나 한편으로 그는 내전기간 동안 아편 거래를 통해 자신의 군대를 먹여살렸다고 알려져 있으며, 또한 그는 사람들을 체포하고 학살한 인권유린에 관계되어 아프간 난민들로부터 고발받았다.
추가적으로 그는 우즈베크어, 파슈토어, 다리어, 타지크어, 러시아어, 영어 등 최소 6개국어를 구사할 수 있다고 알려졌다.

## 역대 선거 결과
| 선거명      | 직책명                | 대수 | 정당   | 1차 득표율 | 1차 득표수  | 2차 득표율 | 2차 득표수  | 결과 | 당락                     |
| ----------- | --------------------- | ---- | ------ | ---------- | ----------- | ---------- | ----------- | ---- | ------------------------ |
| 2004년 선거 | 아프가니스탄의 대통령 | 13대 | 무소속 | 10.03%     | 804,861표   |            |             | 4위  | 낙선                     |
| 2014년 선거 | 아프가니스탄 부통령   | 4대  | 무소속 | 31.56%     | 2,084,547표 | 55.27%     | 3,935,567표 | 1위  | 아프가니스탄 부통령 당선 |

## 같이 보기
- 아프가니스탄 내전 (1989년~1992년)